# 邾子將新
邾子將新（？—？），曹姓，名將新，為西周諸侯國邾国君主第五代君主，是邾子車輔的儿子，死后，儿子邾子訾父继位。